# Partidul Național Creștin
Partidul Național Creștin a fost în România interbelică, un partid de extremă-dreapta, caracterizat de o politică naționalistă și virulent antisemită, al cărui fondator a fost profesorul universitar Alexandru C. Cuza. 

## Crearea Partidului Național Creștin

Steagul partidului

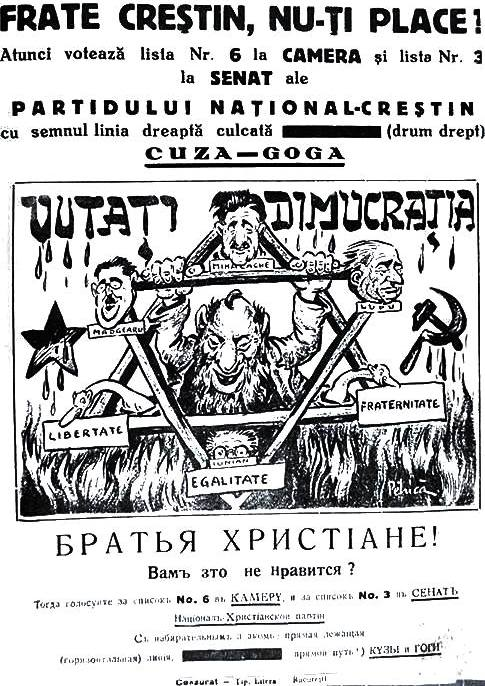
Afiș electoral din 1937, în care adversarii politici sunt prezentați drept aserviți comunismului și evreilor. Virgil Madgearu (colțul din stânga) a fost asasinat trei ani mai târziu, iar Ion Mihalache (colțul de sus) a murit în temnițele comuniste.

Partidul Național Creștin a fost creat la Iași prin fuziunea, la 14 iulie 1935, a Ligii Apărării Național Creștine, cu A.C.Cuza ca Președinte suprem și, Partidului Național Agrar, cu Octavian Goga ca președinte.

## Partidul Național Creștin la guvernarea României
Octavian Goga a condus între 28 decembrie 1937 – 10 februarie 1938 un guvern minoritar (Guvernul Octavian Goga) format din reprezentanți ai Partidului Național Creștin (locul 4 la alegerile din 20 decembrie 1937 cu 281.167 voturi, adică 9,5% și 39 de mandate), ai grupării național țărăniste de centru conduse de Armand Călinescu și personalități apropiate regelui Carol al II-lea.
Chiar din a doua zi de la învestitură, guvernul național-creștin a promulgat în jurnalul nr. 4036/29 decembrie 1937 suprimarea ziarelor „Adevărul”, „Dimineața” și „Lupta”, începând cu 30 decembrie 1937, acuzate ca fiind de orientare evreiască.
Primul act al noului guvern a fost întocmirea unui statut foarte complet și sever pentru comunitatea evreiască.

## Desființare, curiozități
În 1938, prin instituirea dictaturii regelui Carol al doilea, Partidul Național Creștin a fost înlăturat de la guvernare și, ca toate celelalte partide cu excepția partidului regalist, scos în afara legii.
De remarcat este că Traian Popovici, primarul Cernăuților din al doilea război mondial, care a salvat de la deportare în Guvernământul Transnistriei 20.000 de evrei cernăuțeni (fiind decorat post-mortem cu titlul de Drept între popoare), a fost membru fondator al Partidului Național Creștin, conducând filialele din Cernăuți și Câmpulung Moldovenesc..
Marian Bătăiosu, un personaj obscur, candidat la președinția României în 2009, a încercat să reînființeze și să legalizeze acest partid prin intermediul site-ului său personal.

## Legături externe
- România a Românilor, discurs rostit de Octavian Goga, președintele Partidului Național-Creștin, în ședințele din 4 și 9 decembrie 1935 ale Camerei Deputaților, oocities.org